# Rifle Spencer

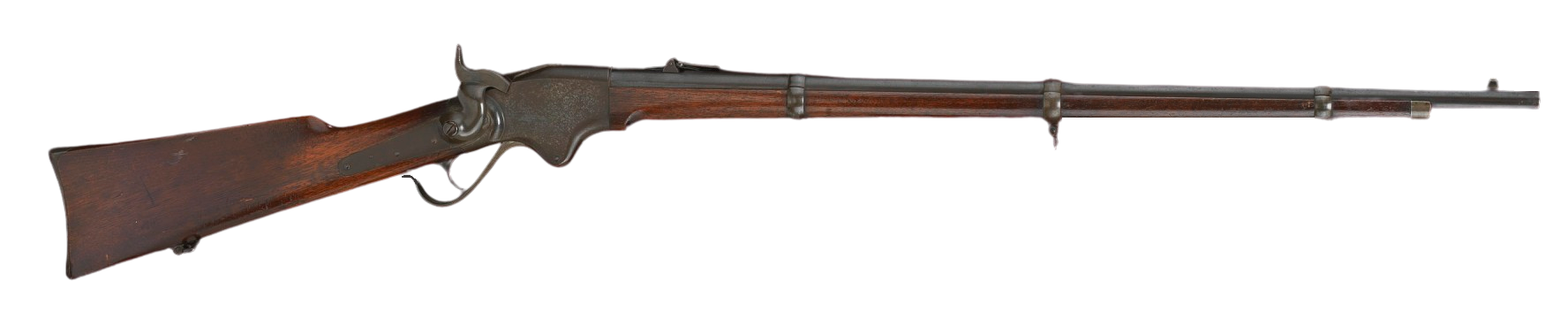
Um Rifle Spencer

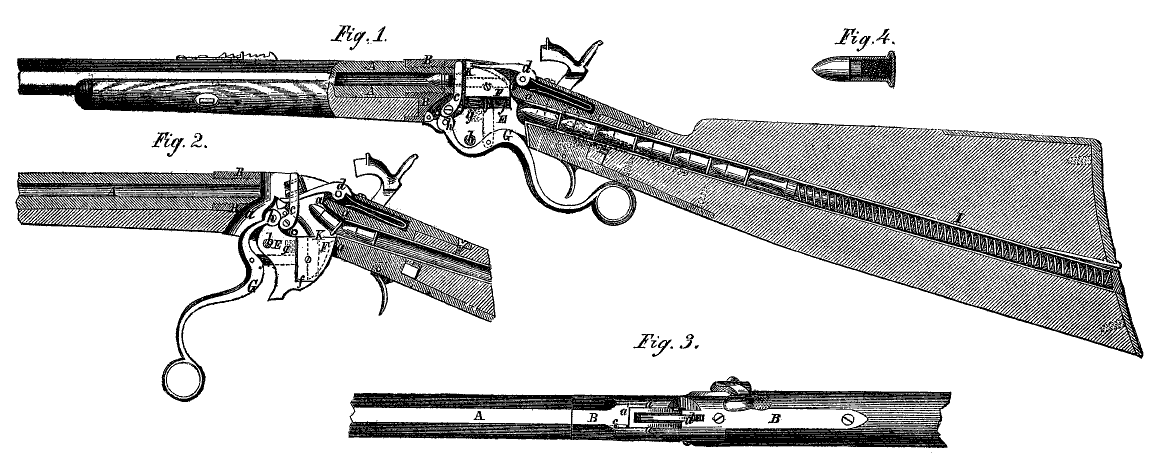
Diagrama de funcionamento do mecanismo
de ação de alavanca do Rifle Spencer

O Rifle Spencer foi um rifle de repetição por ação de alavanca, inventado por Christopher Spencer, um torneiro mecânico em 1860. Ele tinha um carregador tubular removível de 7 tiros no calibre .56-56 Spencer, embutido na coronha. O Rifle Spencer foi introduzido no Exército em janeiro de 1862, e foi usado na Campanha de Tullahoma (junho de 1863) e na Batalha de Chickamauga (setembro de 1863).
O Rifle Spencer foi o primeiro rifle de repetição militar de cartucho metálico do mundo, e mais de 200.000 exemplares foram fabricados nos Estados Unidos pela Spencer Repeating Rifle Co. e pela Burnside Rifle Co. entre 1860 e 1869.

## Utilização
O Rifle Spencer foi adotado pelo Exército da União, durante a Guerra Civil Americana, mas não substituiu os mosquetes que eram a arma padrão em uso na época. Entre os usuários iniciais estava George Armstrong Custer. A Carabina Spencer era uma versão mais curta e mais leve, projetada para a cavalaria, foi produzida a partir de outubro de 1863.
Além disso, a carabina foi utilizada pelas tropas brasileiras na Guerra do Paraguai. Na época, o Brasil adquiriu uma grande quantidade de armas dos Estados Unidos: dentre elas, cerca de 2.000 carabinas Spencer. Embora manuseadas de forma diferente dos mosquetes, elas geraram bons resultados, sendo sua cadência de tiro muito elogiada, assim como a possibilidade de um soldado operá-la deitado.